# 치즈 (소프트웨어)
치즈(Cheese)는 그놈 웹캠 애플리케이션이다. Video4Linux를 통한 UVC 스티리밍 관리를 지원한다. 구글 서머 오브 코드 2007 프로젝트로서 Daniel G. Siegel에 의해 개발되었다. GStreamer를 사용하여 사진과 비디오에 효과를 적용한다. 플리커로 내보낼 수 있으며 그놈과 연동된다.
그놈에 공식 추가된 버전은 2.22이다.

## 지원 효과
- Mauve
- Noir/Blanc
- Saturation
- Hulk
- Vertical Flip
- Horizontal Flip
- Shagadelic
- Vertigo
- Edge
- Dice
- Warp